# 李海恩
李海恩（Lee Hoi Yan, Jessica，1990年7月21日—）生於香港，是一位單車運動員。

## 生平
李海恩在11歲時舉家移民蘇格蘭，24歲才接觸場地單車，一試愛上。2014年李海恩開始練習場地自行車，天賦出眾的她，很快成為蘇格蘭隊的跟訓選手，不過她的本職工作是醫療救護。她在27歲放棄事業，延遲結婚計劃，回港參加比賽，再獲單車隊教練沈金康邀請加入香港單車隊。這是她第一次接受全職訓練。4年全職生涯，3次手術，最嚴重一次是斷鎖骨，需要加11粒釘及金屬板固定。但每次手術後，Jessica很快就重回訓練場。2020年東京奧運會是李海恩唯一的一屆奧運，她會參加凱林賽及爭先賽。之後她就會返回蘇格蘭結婚及展開新生活。
李海恩曾經參加過全運會和全國錦標賽，最好成績是2019年全錦賽的女子凱林賽季軍。2018年雅加達亞運會，李海恩在女子凱林賽獲得第四，女子爭先賽獲得第五。
2020東京奧運場地單車女子爭先賽，李海恩在資格賽排第28，未能晉級，完成今屆奧運比賽。李海恩賽後表示表現還可以，她已經將自己一切能力用於比賽上，感覺很滿意。她說未來會專注全運會的比賽。被問到是否仍會出戰下屆巴黎奧運，她說經過今日再打算。
2022年2月6日，李海恩宣布退役，結束5年全職單車運動員生涯。